# Sellier & Bellot
Sellier & Bellot je název a obchodní značka českého výrobce střeliva do střelných zbraní se sídlem ve Vlašimi. Byla dceřinou společností brazilské firmy CBC. Společnost je nově součástí skupiny Colt CZ Group.
V prosinci 2023 oznámila Colt CZ Group, že kupuje Sellier & Bellot za 350 milionů dolarů. Transakce podléhá schválení regulačních orgánů v různých zemích, které proběhlo v první polovině roku 2024. Zbrojovka Colt CZ dokončila akvizici českého výrobce munice Sellier & Bellot v květnu 2024.

## Historie
Společnost Sellier & Bellot byla založena v Praze dne 5. srpna 1825. U zrodu firmy stál česko-německý podnikatel francouzského původu Louis Sellier. Jeho rodina podporovala francouzského krále, a proto byla nucena uprchnout z Francie před běsněním francouzské revoluce. Pražská firma Louise Selliera zpočátku vyráběla na zakázku císaře Františka I. signální náboje pro pěchotu. Po krátké době se k Sellierovi připojil jeho krajan Jean Maria Nicolaus Bellot, pod jehož vedením se podařilo společnost přivést k rychlému růstu.
V roce 1829 byla založena filiálka v Schönebecku v Prusku.
Výrobky společnosti Sellier & Bellot se brzy etablovaly na trzích v Evropě i v zámoří. Výrobní kapacita signálních nábojů ve 30. letech 19. století byla asi 60 milionů, v roce 1837 již dosáhla 156 milionů kusů.
V roce 1870 byla zahájena výroba nábojů. Společně s náboji Flobertovou roznětkou a nábojem s Lefaucheuxovou roznětkou se ve výrobním programu objevuje první náboj se středovou roznětkou. V několika málo letech dosahuje roční objem výroby 10 milionů nábojů. V témže roce zemřel Louis Sellier a jeho dědicové získali podíl ve firmě. O dva roky později dědicové Louise Selliera přesvědčili druhého společníka, Jeana Bellota, aby se vzdal vedení firmy a prodal svůj podíl. Společnosti se ujal český podnikatel Martin Hála, který ji brzy přeměnil na akciovou společnost.
V roce 1884 byla zřízena další filiálka v Rize v Lotyšsku (tehdy součást Ruska), která brzy pokrývá veškerou poptávku po signálních nábojích v celém Rusku i Skandinávii.
Roku 1893 je v Praze zaevidována první obchodní značka Sellier & Bellot. V roce 1895 byla zavedena výroba loveckých nábojnic, brzy následovaná výrobou loveckých nábojů. Tento program byl rozšířen o měděné roznětky pro odstřelové práce a výrobu munice ve Škodě Plzeň.
V době první světové války v letech 1914 až 1918 byla výroba komerční munice pozastavena a celá výrobní kapacita byla přeměněna na výrobu nábojů do armádních pušek a pistolí. V téže době byl vyvinut 9mm náboj Steyr a uveden do sériové výroby. Po vzniku Československa v říjnu 1918 se společnost S&B stala dominantním dodavatelem munice do pistolí pro Československou armádu a policii. Rozšiřuje se výroba komerční munice pro sportovní a loveckou střelbu. Společnost expanduje na asijský a jihoamerický trh, kde se pěchotní náboje Sellier & Bellot setkávají s velkým úspěchem.
Dr. Blechta v rámci práce na nové rozbuškové složi patentoval inovativní směs fulminátu rtuťnatého se zcitlivujícími několika procenty azidu stříbrného "Astryl" a společnost se stala jediným výrobce tohoto druhu rozbušek na světě. Díky tomu také významně stoupla výroba průmyslových trhavin, protože vyšší akcelerace třaskaviny vedla k menší navážce primáru, spolehlivější iniciační funkci a tedy konkurenceschopnosti na poli necitlivých civilních výrobků.
V roce 1936 došlo k přestěhování společnosti z Prahy do Vlašimi, což vedlo k dalšímu růstu.
Po roce 1945 byla firma Sellier & Bellot znárodněna a na výrobu vojenské i komerční munice byl československou vládou uvalen státní monopol. Rozsah výroby komerční munice byl rozšířen na 40 puškových, 10 pistolových a 20 revolverových typů kalibrů. Výroba nábojnic pokrývala kalibry od .410 do 12 a celkový objem výroby brzy dosáhl pětinásobku. Přibližně 70 % objemu výroby bylo určeno na export. Postupně byly do výroby úspěšně zavedeny náboje vlastní projekce 7.62×45, 7.62×39 a 7.62×54R k pokrytí potřeby Československé armády.
V roce 1964 firma zavedla výrobu ložisek.